# 쥬얼 펫
《쥬얼펫》(ジュエルペット)은 일본의 TV채널 TV 오사카를 통해 2009년 4월 5일부터 방영 중인 애니메이션 시리즈이다. 눈에 보석의 색깔을 띄고 있는 귀여운 형태의 동물들로, 모두 42종의 캐릭터가 존재하며 저마다 하나의 보석을 상징하며 보석과 걸맞은 마법을 쓰는 걸로 설정된다. 만화 원작에는 "기존의 쥬얼펫을 찾는다"는 설정이었으나 애니메이션에선 "인간 캐릭터가 등장, 쥬얼펫 루비와 얼떨껼에 주인이 된 린코가 함께 쥬얼펫을 찾는다"란 설정으로 변경되었다. 마스코트 캐릭터는 주인공인 쥬얼펫 루비와 가넷 그리고 사피로 설정되었다.

## 줄거리
마법의 나라 쥬얼 나라 엔 쥬얼의 힘을 가진 동물 보석 펫들이 살고 있으며 마술을 배우고 있다. 그러던 어느 날 대청소의 날을 맞이하여 모든 보석 펫들은 라쿠 마녀의 힘을 빌려 쥬얼 차임이라는 쥬얼으로 변하고 청소가 끝날 때까지 숲에서 하루동안 휴식을 취하게 되었다. 루비가 몰래 빠져나와 놀고 있는 사이에, 쥬얼 차임 이 담긴 가방이 인간계로 떨어지고 만다. 보석 펫들이 인간 세계로 흩어진 걸 알게 된 라쿠 마녀는 루비에게 보석 펫들을 모두 회수하기 전엔 절대로 쥬얼 나라로 돌아오지 말라는 벌을 내린다.
인간 세계로 나온 루비가 만난 주인은 덜렁내는 성격에 소심한 구석이 있는 중학교 소녀 아링. 말하는 토끼 인형처럼 생긴 루비를 보고 당황하지만 곧 둘은 좋은 친구가 된다. 친구인 미나미와 아오이의 도움을 얻어 린코와 루비 콤비는 괴도 민트 일코에 대항하여 본격적으로 보석 펫들을 찾기 시작한다.

## 등장 인물
정아링
성우: 윤미나
이 작품의 여주인공. 14세의 중학교 2학년 소심한 성격에다 입학식의 축사에 당선해 축사를 말할 수 있도록 용기를 갖고 싶으면 바랐을 때 밤하늘에서 루비가 떨어지는 바람에 쥬얼 펫에 관련된 일에 휘말린다. 언젠가 백마 탄 왕자님이 나타날 것을 꿈꾸는 소녀 연애에 둔함으로 마음이 약한 곳이 눈에 띄지만 그 반면 정의감은 강하고 타인을 위해 행동력을 보이는 일도 많다. 고소공포증으로 영어가 대단한 골칫거리 현재 쥬얼(보석) 스틱을 잘 다루기 위해 무지개색 학원과 마법 학교의 양쪽 모두에 다니고 있다. 디안이 변신한 앤디 왕자에게 한 눈 반 해 버린다. 41화로 아키라(해준)에 고백받지만 거절한다. 45화로 보석 게임의 그림딱지 맞추기 놀이로 져 버려 디안의 성에 끌려가버린다. 후에 돌아가지만 앤디 왕자의 프로포즈를 받게 되어 디안의 마법으로 다시 데리고 사라져 버린다. 그러나, 아키라의 키스 덕분에 원래대로 돌아갔다. 52화로 아키라(해준)에게 고백한다.
루비
성우: 이영란
아링이의 쥬얼 펫으로 보석은 루비.
자유분방 발랄하고 순한 타입. 인간 세상에 떨어진 쥬얼 펫들을 찾아야만 보석 마을에 돌아갈 수 있는 쥬얼 파워는 용기.
- 애칭: 루비

- 종류: 토끼

- 성별: 여자

- 생일: 7월 29일

- 속성: 매지컬 레드

- 보석파워 [행운 UP] 곤란한 일을 극복해 내는 승리의 보석.

민호림
성우:전숙경
아링이의 친구로 14세 중학교 2학년 씩씩한 성격의 소유자이며 검도부 부장이지만 자기 방은 귀여운 것으로 가득 차 있다. 아링이가 놀림당하고 있었을 때 감싸는 역이었다. 친가는 오코노미야키 가게이며 쌍둥이의 남동생이 있다. 학원에서는 검도를 즐긴다.
가넷
성우: 이소은
호림이의 쥬얼 펫으로 보석은 가넷
호림이의 쥬얼펫으로 보석은 가넷 새침떼기 공주 캐릭터 깔끔쟁이에 화려하고 멋내기를 좋아한다. 하필이면 털털한 호림이의 쥬얼펫이 된 것을 좌절 중 보석파워는 사랑.
- 애칭: 가넷

- 종류: 페르시아

- 성별: 여자

- 생일: 1월 8일

- 속성: 매지컬 레드

- 보석파워 [사랑운 UP] 노력의 열매를 맺게 하여 연애를 성공으로 이끈 보석.

한예빈
성우: 이주희
사립 무지개색 학원 이사장의 딸/아가씨로 학원 내에서는 친위대들이 많이 있다. 너무 풍족한 환경으로 친구가 한 명도 없었지만 아링이와 이야기를 나눔으로서 친구를 손에 넣을 수가 있었다. 이후는 린코들과 행동을 같이 하고 쥬얼 펫의 수색에 협력한다. 감성이 조금 어긋나 있는 곳도 있다. 동경의 배우는 유안 박크레가로 사피의 힘에 의해서 만날 수 있었다.
사피
성우:윤성혜
예빈이의 쥬얼 펫으로 보석은 사파이어
예빈이의 쥬얼펫으로 보석은 사파이어 마법학교에서는 가장 우등생이었고 언제나 차분하고 기품있는 태도가 예빈이를 닮았다. 예빈이 언제나 많은 사람들에게 둘러싸여 있지만 실은 외로워하고 있다고 이해하며 예빈이를 도와주려고 애쓴다. 좋은 소리를 잘하고 배려심이 있다. 보석파워는 우정.
- 애칭: 사피

- 종류: 캐버리아 (카발리에 킹 찰스 스패니얼)

- 성별: 여자

- 보석: 사파이어

- 생일: 9월 1일

- 속성: 매지컬 블루

- 보석파워 [우정운 UP] 지성과 냉정한 판단력을 가지게 하고 미의식과 의식을 높인 보석.

## 주인공들의 가족

### 코교쿠 집안
코교쿠 미츠오
성우 - 키우치 히데노부
린코의 아빠. 두 사람 모두 매월 22일의 「부부의 데이」에는 영화 보러 가 그 씬을 재현할 정도의 영화를 좋아하는 사람이다.
코교쿠 사유리
성우 - 카이다 유키
린코의 엄마.

### 아사오카 집안
아사오카 유지로
성우 - 타나카 시게미
미나미의 아버지로 오코노미야키 가게의 점장.
아사오카 테츠야, 아사오카 히로시
성우 - 오오하라 모모코
미나미의 쌍둥이 남동생 언제나 어느 쪽이 형(오빠)인지를 싸우는 쌍둥이로, 두 사람 모두 농구를 하고 있다. 자기가 형이라며 자주 싸우곤 한다.

### 아리스가 와 집안
핫토리 겐시로
성우 - 타카오카 빈빈
아리스카와가에 70년 동안 고용된 집사 아오기 유년시절에 손수 만든 타코야끼를 건네주려다 넘어져 아오이를 보호하기 위해 등으로 타코야끼를 막는 바람에 화상을 입어 그 때의 자국이 멍으로서 북두칠성의 형태로 남아 있다. 불꽃사 유도등 여러 가지 자격을 가지고 있다. 또 근육통들이다.

### 쥬얼랜드

#### 마녀들
라쿠 마녀 (태평 마녀)
성우 - 이노우에 나나코
희노애락중 즐거움을 상징하는 락(樂 일본어:らく)을 모티브로 하였고 옷의색은 분홍색이다. 쥬얼랜드 마녀들의 리더이며 모든것을 관장한다.
아이 마녀
희노애락중 슬픔을 상장하는 애(哀 일본어:あい)를 모티브로 하였으고 옷의색은 파란색이며, 항상 울고 다닌다.
키 마녀
희노애락중 기쁨을 상징하는 희(喜 일본어:き)를 모티브로 하였고 옷의색은 연두색이며, 항상 웃고 다닌다.
도 마녀
성우 - 타케우치 쥰코
희노애락중 노여움을 상징하는 노(怒 일본어:ど)를 모티브로 하였고 옷의색은 빨간색이며, 항상 화를 내고 다닌다.

## 그 외

### 괴도 허브단
첫등장시에는 괴도 생활을 보내면서 다이아나와 함께 행동하고 있었지만, 결별 후에는 총리대신에 극비로 고용되어 비밀 요원으로 활약한다.
민트
성우 - 타케우치 쥰코 / 김윤미 (성우)
「괴도 허브단」리더. 3명 중에서 가장 사명감은 있지만, 어디까지나 괴도로서의 프라이드를 관철하고 있어 다이아나에게 충성을 맹세코 있는 묘사는 볼 수 없다. 나이는 30대이며, 등장시의 대사는 「사람들이 부르길, 섹시&고저스」. 아줌마라고 부르면 발끈한다.
세이지
성우 - 키우치 히데노부 / 곽윤상
괴도 허브단 멤버. 호리호리한 체격에다 몸이 이기주의자로 힘도 약하다. 소심한 성격이지만, 주인 없는 고양이를 내버려 둘 수 없는 인정많은 일면도 있다. 민트에 매도해지는 일에 기뻐하는 매저키스트인 면도 있다. 의외롭게도 허브단이 다이아나와 관련되는 계기를 만든 인물이며, 다이아나의 보석 매력이 반응했던 것도 세이지이다. 「~스」가 말버릇.등장시의 대사는 「오른쪽 다리로 해 궁극의 키모카와멘」. 제51화 재등장에서는 스타일이나 얼굴도 좋아졌다.
아오지소
성우 - 코바야시 아키코
괴도 허브단 멤버.「캬하~」가 말버릇이 특징 무슨 이야기를 하든 결국은 먹을 것으로 연결시키고 만다. 등장시의 대사는 「왼팔로 해 귀여움 넘버 1 걸」제51화 재등장에서는 스타일이나 얼굴도 좋아졌다.

### 쥬얼펫
퀸시
성우 - 시시도 루미 / 은정
보석을 찾기 위해 보석파워를 이용해 마을 사람들의 기운을 빼앗아 가는 보석펫.
그 목적은 4명의 마녀들에게 봉인당한 친오빠 디안을 부활시키기 위해 마력을 모으고 있었다. 33화에서 친오빠 디안이 부활하자 감격한다.
- 애칭 : 다이아

- 보석 : 다이아몬드

- 종류 : 먼치킨

- 성별 : 여자

- 생일: 6월 27일 (조로 제브라와 중복)

- 속성: 매지컬 검정

- 보석힘 [여자아이의 매력 업] 많은 것들을 끌어 당겨, 강렬한 존재감을 부여한다.

디안 (오브시디안)
성우 - 후쿠야마 쥰 / 홍범기
다이아나의 친오빠. 33화 이후 다이아나와 함께 마을사람들을 괴롭힌다.
- 애칭 : 디안

- 보석 : 오브시디언

- 종류 : 메인쿤

- 성별 : 남자

- 생일 : 1월 20일

- 속성 : 매지컬 검정

- 보석힘 : [컨트롤 능력 업]

타타(터키석)
- 애칭 : 타타

- 보석 : 터키석

- 종류 : 원숭이

- 성별 : 남자

- 생일 : 12월 19일

- 보석힘 : 용기 업

브라우니(갈색쿼츠)
성우 - ???
- 종류 : 고슴도치

알렉 컷 (알렉산드라이트)
린(황수정)
성우 - 하야카와 마유
- 애칭 : 린

- 종류 : 잉꼬

- 성격 : 명랑하고 밝음

- 성별 : 여자

- 생일 : 11월 23일

- 보석힘 : 운세를 향상시킴

카이토 (말라카이트 [공작석])
성우 - 사와시로 미유키
- 애칭 : 카이트

- 성별 : 남자

- 종류 : ???

- 생일 :12월 4일 (빠삐와 중복)

프레이즈 (크리소프레이즈)
성우 - 이와무라 아이코
- 애칭: 프레이즈

- 종류 : 토이 푸들

- 성별 : 여자

- 생일 : 2월 14일

- 보석 : 크리소프레이즈

- 속성 : 매지컬 녹색

- 보석힘 : [공부운 업]

왕
처음에는 착하게 나왔다가 다이아나와 한패가 되어 마을 사람들을 괴롭힌다.
- 애칭 : 왕

- 종류 : 프렌치 불독

- 보석 : 오닉스(마노의 일종)

- 성별 : 남자

- 성격 : 재치있고 농담을 좋아함

- 생일 : 8월 10일

- 속성 : 매지컬 검정

- 보석힘 : 건강

에메랄드
- 애칭 : 랄드

- 종류 : 판다

- 보석 : 에메랄드

- 성별 : 남자

- 성격 : 내성적이며 침착함

- 생일 : 5월 17일

- 속성 : 매지컬 녹색

- 보석힘 : 부부애(夫婦愛)

토루(토르마린)
성우 - 타케우치 쥰코
플로라(플로라이트)
성우 - 카나다 아키
- 애칭 : 플로라

- 보석 : 플로라이트

- 성별 : 여자

- 종류 : 양

- 생일 : 1월 17일

- 보석힘 : 미래의 일을 예측함

페리도트
성우 - 카이다 유키
- 보석 : 페리도트

- 종류 : 빠삐용

- 성별 : 여자

- 속성 : 매지컬 녹색

밀 키(밀 키 쿼츠)
성우 - 우츠미 케이코
- 보석 : 밀 키 쿼츠

- 성별 : 여 자

- 종류 : 치와와

- 생일 : 4월 8일

- 보석힘 : 배 려

루나(문 스 톤(월장석)
성우 - 시시도 루미
- 속성 : 매지컬 파랑
- 보석 : 월장석

- 종류 : 분홍토끼

- 성별 : 여자

네프 (네프라이트)
성우 - 오자키 메구미
- 애칭 : 네프

아쿠아마린
- 애칭 : 아쿠아

- 성별 : 남자

- 종류 : 금붕어

- 보석 : 아쿠아마린

- 속성 : 매지컬 파랑

- 보석힘 : 평온함과 안정

오팔
보석 펫중 유일한 환상의 동물
- 종류 : 유니콘

- 보석 : 오 팔

유크(유 클레이즈)
- 종류 : 비글

- 성별 : 남자

- 보석 : 유클레이즈

- 속성 : 매지컬 파랑

- 보석힘 : 지성과 통찰력

아 밀 리에(자수 정)
- 종류 : 햄 스터

- 보석 : 자 수정

- 성별 : 여자

산호(일본어로는 산고)
토파즈
- 종류 : 요크셔 테리어

- 보석 : 토파즈

- 성별 : 여자

티 타 나 이트
카이아(카이아나이트)
라 피스
릴(레드베릴)
- 종류 : 작은돼지(애완용 돼지)

- 보석 : 레드 베 릴

- 속성 : 매지컬 빨강

- 성별 : 여자

라 브라 
- 종류 : 북극 곰

- 성별 : 여자

- 생일 : 12월 27일

- 성격 : 천진난만, 순진

- 보석 힘 : 잠재된 능력을 깨운다.

-- 스위트펫 --
사쿠란
- 생일: 3월 19일

- 메로리나
- 생일: 4월 12일

- 에클렌
- 생일: 1월 24일

- 마카로니아
- 생일: 6월 9일

- 도나도나
- 생일: 1월 15일

허니
- 생일: 11월 28일

쇼콜라
- 생일: 6월 3일

프린키
- 생일: 8월 31일

마카로니아의 4형제들
- 생일: 11월 11일(요크 야크와 중복)

구미민
- 생일: 5월 30일

## 물건
- 보석참

보석 펫이 보석의 알로 변화된 상태.
- 보석수첩

이 만화에 나오는 마술책 보석참에 있는 보석펫의 봉인을 푼다.
- 보석스틱

26화에서 두개의 수첩이 만나서 나온 보석스틱
하지만 다이아한테 뺏겨서 마술이안걸려서
그걸 처음 만지는것만 가능해서 처음 만진 린코가 보석스틱을 가지게 된다.

## 용어

### 마술레벨
아크릴,글라스,크리스탈,슈퍼크리스탈 이런 마술레벨이 있는데
순으로 따지면
아크릴>글라스>크리스탈>슈퍼크리스탈 인데
마술레벨이 갈수록 높아지면 마술력도 강해진다.

### 보석게임
보석펫들간의 경쟁을 할 때 쓰인다.

## 스텝

### 시즌1
- 감독 - 사사키 나나코 (佐々木奈々子)
- 캐릭터 디자인 - 미야카와 토모코 (宮川知子)
- 각본 - 마에카와 아츠시 (前川淳)
- 음악 - 하마구치 시로 (浜口史郎)
- 애니메이션 제작 - 산리오, 세가토이즈
- 제작 - TV 오사카, 스튜디오 코메트, 요미우리 광고사

## 주제가

### 시즌 1
- OP : 「정말? 정말! 매지컬☆주얼(マジ?マジ!マジカル☆ジュエル)」 노래 : 아사카 유이 (한국어더빙 노래 : ???)
- ED : 「웃는 얼굴의 루프(笑顔のループ)」 노래 : 호리에 미츠코 (한국어더빙 노래 : ???)

### 시즌 2
- OP : 「HAPPY☆트윙클(HAPPY☆てぃんくる)」 노래 : 마스야마 카야노, 사이토 아야카, 사와시로 미유키 (한국어더빙 노래 : Happy 트윙클 ~ 쥬얼☆플래시!)
- ED : 「하늘은 스케치북(空ニラクガキ)」 노래 : 타카모리 나츠미, 타케타츠 아야나, 카타오카 아즈사 (한국어더빙 노래 : 하늘은 스케치북)

### 시즌 3
- OP : 「GO! GO! 선샤인(GO! GO! サンシャイン)」 노래 : 고죠 마유미 (한국어더빙 노래 : ???)
- ED : 「요즘 소녀(イマドキ乙女)」 노래 : 마스야마 카나코, 모치즈키 미스즈 (한국어더빙 노래 : ???)

### 시즌 4
- OP : 「해피 럭키☆고!(ハッピーラッキー☆ゴー!)」 노래 : 아시다 마나 (한국어더빙 노래 : ???)
- ED : 「우린 영원한 친구(ずっとずっとトモダチ)」 노래 : 아시다 마나 (한국어더빙 노래 : ???)

## TV 애니메이션

### 각 화별 제목

#### 시즌 1 <쥬얼 펫> (2009년 ~ 2010년)
1. 보석이 떨어지다!(キラキラ☆宝石が降ってきた)
2. 두근두근! 고백하고 싶어!(ドキドキ♡告白したいの)
3. 바이바이! 공주님!(バイバイ(>_<)有栖川さん)
4. 후루룩 사랑이 한가득!(ツルツル♡愛情いっぱい)
5. 반짝반짝! 활기차게 검법!(メラメラ!さわやか剣法)
6. 뛰뛰빵빵! 부두에서의 결투(チキチキ!埠頭の決闘)
7. 울끈불끈! 일곱개의 상처를 가진 집사!(ムキムキ!七つの傷を持つ執事)
8. 따끈따끈! 아링이의 눈물은 에메랄드(アツアツ♡りんこの涙はエメラルド)
9. 프리프리! 예뻐지고 싶어!(プリプリ♡ブつくしくなりたいの)
10. 파오파오! 트윈스 어드벤처!(パオパオ!ツインズ・アドベンチャー)
11. 아자아자! 대통령 수석 비서관 옥동빈 나가신다!(イケイケ!総理大臣主席秘書官帯刀啓吾)
12. 주룩주룩! 꿈을 잃어버린 왕자님!(ダメダメ(T_T)夢をなくした王子様)
13. 정말정말!? 옥동빈의 애인은 아링이!?(マジマジ!?帯刀の彼女はりんこ?)
14. 여보세요? 다이아나가 누구야?(モシモシ?ダイアナって何者!?)
15. 그치그치? 모델 친구를 만나는 거지?(だナだナ!モデルの彼に会えるかナ!?)
16. 찌릿찌릿! 마음에 안 드는 전학생!!(カリカリ!気にいらない転校生)
17. 어디어디? 다이아나를 찾아라!(ドコドコ?ダイアナを見つけ出せ)
18. 두근두근! 쥬얼랜드에서의 방학!!(ワクワク!ジュエルランドで夏休み)
19. 미니미니! 다이아나와 허브단!(ミニミニ!ダイアナとハーブ団)
20. 짜릿짜릿! 사랑 만들기 대작전!(ピチピチ♡ラブビーチ大作戦)
21. 비켜비켜! 터프가이 전설!(オラオラ!暴れん坊伝説)
22. 짝짝짝! 아링VS해준(バチバチ☆りんこVS晃)
23. 어라어라? 루비 어디 있니?(アレアレ?どこへ行ったのルビー!?)
24. 뭐야뭐야? 쥬얼봉(ナニナニ?ジュエルステッキ!?)
25. 싫어싫어! 주얼수첩을 지켜라(ヤダヤダ!ねらわれたジュエル手帳)
26. 프루프루! 아링이의 미라클 파워!(プルプル!りんこのミラクルパワー)
27. 아자아자! 주얼랜드에서 공부하자!(ノリノリ!ジュエルランドでお勉強)
28. 좋아좋아! 아링이의 왕자님!(スキスキ♡りんこの王子様)
29. 안돼안돼! 다이아나의 부활(ヤバヤバ!?ダイアナが復活)
30. 빙글빙글! 회전초밥이 멈추는 날!(クルクル(@_@)回転寿司が静止する日)
31. 흑흑! 아가씨는 못 말려!(シクシク(；_；)お嬢様は疫病神)
32. 화르르! 다이아나와의 마지막 결전!(メラメラ!ダイアナと最終決戦)
33. 마침내 등장하다! 새로운 적 디안!(デタデタ!新たな敵ディアン)
34. 응애응애! 아기들의 반란!!(ハイハイ!赤ちゃん大暴走)
35. 킹의 방황! 나는 왕이로소이다!!(ダスダス!キング心の旅)
36. 마침내 등장하다! 아링이의 왕자님!(キタキタ(ﾟ∀ﾟ)りんこの王子様!?)
37. 우후훗! 3인조 인기 쥬얼펫들의 활약!!(うふうふ♡新三人娘人気急上昇)
38. 메리메리! 싼타 할아버지의 방문!(メリメリ☆サンタが街にやってきた)
39. 옹알옹알! 쥬얼펫의 탄생!(バブバブ!ジュエルペット誕生)
40. 우끼우끼! 행복한 꿈나라 소동!(ウキウキ!?ハッピー初夢大騒動)
41. 콩닥콩닥! 백마탄 왕자님!(メロメロ♡白馬に乗った王子様)
42. 오싹오싹! 학교괴담!(ブルブル!学校の怪談)
43. 갈팡질팡! 마녀들의 시련!(オロオロ!魔女たちの試練)
44. 조마조마! 오늘이 지구 멸망의 날?(ハラハラ!今日が人類最後の日?)
45. 싫어싫어! 모두 킹이 돼버렸어!!(イヤイヤ!みんなキングになっちゃった)
46. 러브러브! 밸런타인데이 매직!!(ラブラブ!?バレンタインマジック)
47. 두근두근! 프러포즈 대 작전!!(アゲアゲ!プロポーズ大作戦)
48. 훌쩍훌쩍! 눈물의 결혼식!!(ウルウル(；д；)悲しみの結婚式)
49. 찌릿찌릿! 디안VS네명의 마녀!(ビリビリ!ディアンVS四人の魔女)
50. 흔들흔들! 떨어져있어도 마음은 하나!(フレフレ!離れていても心は一緒)
51. 브이브이! 돌아온 녀석들!(ブイブイV(^▽^)V帰ってきたアイツら)
52. 키스키스! 쥬얼펫은 친구!(キスキス♡ジュエルペットは友達)

#### 시즌 2 <쥬얼 펫 트윙클☆> (2010년 ~ 2011년)
1. 두근두근! 빛나와 루비의 첫 만남!(ルビーとあかりでドッキ☆ドキ!)
2. 세가지의 소원! 소원을 말해봐!(夢みるジュエルでドッキ☆ドキ!)
3. 아기쥬얼펫! 라브라의 비밀!(ラブラのひみつでドッキ☆ドキ!)
4. 고집쟁이 마리! 누가 좀 말려줘요!!(ミリアの魔法でドッキ☆ドキ!)
5. 쉿! 사리의 비밀 실험실(消えて縮んでドッキ☆ドキ!)
6. 교장선생님의 특별한 취미!(魔法通販でドッキ☆ドキ!)
7. 신비의 꽃! 천년화를 찾아라!(月夜の魔法でドッキ☆ドキ!)
8. 정체를 밝혀라! 신기한 소녀 쥬디!(ディンドンベルにドッキ☆ドキ!)
9. 미리VS사라! 제발 친해지길 바라!(初めての試験でドッキ☆ドキ!)
10. 마법학교의 전설! 7대 불가사의!(ふしぎな夜にドッキ☆ドキ!)
11. 세상에서 가장 멋진 아빠(パパの会社でドッキ☆ドキ!)
12. 빛나의 꿈! 나는 만화가다!(夢とマンガでドッキ☆ドキ!)
13. 드래곤의 샘물! 레온을 구해라!(レオンの秘密でドッキ☆ドキ!)
14. 과거를 바꿔라! 시간여행자 마리!(ミリアの歌でドッキ☆ドキ!)
15. 쥬얼펫VS쥬얼펫! 첫 디저트 대결(スィーツバトルでドッキ☆ドキ!)
16. 우리는 천하무적! 매지컬 엔젤 시스터즈!(ライバル登場!?でドッキ☆ドキ!)
17. 빛나의 잊지 못할 생일선물(虹のシュートでドッキ☆ドキ!)
18. 빛나와 니콜! 최악의 마법시험!(オババの試験でドッキ☆ドキ!)
19. 니콜VS티타나! 우리 화해할까요(ニコラとチターナでドッキ☆ドキ!)
20. 쥬얼랜드 여름축제! 10배 마법을 써라!(10倍魔法でドッキ☆ドキ!)
21. 사라VS마리! 내 몸을 돌려줘!(どっちがどっちでドッキ☆ドキ!)
22. 무지개색 진주를 찾아라! 바닷속 대작전!(夏だっ!海だっ!でドッキ☆ドキ!)
23. 최고의 마법사! 내 이름은 라즐리!(謎の魔法使いにドッキ☆ドキ!)
24. 라즐리의 숨겨진 비밀!(謎の旧校舎でドッキ☆ドキ!)
25. 금단의 마법서! 뱃데스트를 찾아라!(禁断の呪文にドッキ☆ドキ!)
26. 라즐리의 오해! 그녀를 막아라!(ほほえみの呪文にドッキ☆ドキ!)
27. 즐거운 학교축제!(マンガ合宿でドッキ☆ドキ!)
28. 나는 가수다! 마리를 위한 콘서트!(音符の魔法でドッキ☆ドキ!)
29. 설퍼VS레온! 꽃미남 마법대결!(イケメンバトルでドッキ☆ドキ!)
30. 엄마의 생일 선물! 그것이 문제로다!(思い出の写真にドッキ☆ドキ!)
31. 사라의 희망! 화분 속 꽃을 살려라!(沙羅とサフィーでドッキ☆ドキ!)
32. 쥬얼펫 운동회! 네 실력을 보여줘!(魔法運動会でドッキ☆ドキ!)
33. 푸름이는 내 언니의 남자친구?!(夢に向かってドッキ☆ドキ!)
34. 천칭 저울의 선택! 고민을 해결하라!(天秤にかけてドッキ☆ドキ!)
35. 뜨거운 열혈남아! 내 이름은 호박!(熱血コハクでドッキ☆ドキ!)
36. 라즐리와 푸름이! 쌍둥이의 만남!(アルマと祐馬でドッキ☆ドキ!)
37. 라즐리와 푸름이의 엇갈린 선택!(アルマの叫びにドッキ☆ドキ!)
38. 우리는 하나! 뱃데스트를 봉인하라!(花の封印にドッキ☆ドキ!)
39. 쥬얼 스노 나이트의 특별한 기적(スノーナイトでドッキ☆ドキ!)
40. 반짝반짝 데굴데굴! 그것을 찾아라!(キラキラコロンでドッキ☆ドキ!)
41. 마지막 시험! 버섯족과 치유초!(キノコの森でドッキ☆ドキ!)
42. 쥬얼스타 그랑프리! 모두모두 모여라!(グランプリ開幕でドッキ☆ドキ!)
43. 니콜VS레온! 그들의 진정한 시합!(レオンとニコラでドッキ☆ドキ!)
44. 마리VS안젤리나! 드레스 만들기 대작전!(夢のドレスでドッキ☆ドキ!)
45. 루비와 라브라의 러브 러브 대작전(ラブラブ大作戦でドッキ☆ドキ!)
46. 빛나VS마리안느! 술래잡기 대회!(逆転また逆転でドッキ☆ドキ!)
47. 레온VS라이어! 라이어의 숨겨진 정체!(謎の少女にドッキ☆ドキ!)
48. 빛나VS마리! 우정의 준결승전!(あかりとミリアでドッキ☆ドキ!)
49. 사라VS라즐리! 빛나를 위하여(沙羅のピンチにドッキ☆ドキ!)
50. 빛나VS라즐리! 최악의 결승전(最後の魔法にドッキ☆ドキ!)
51. 라즐리를 구해라! 빛나의 미소의 주문!(輝く奇跡にドッキ☆ドキ!)
52. 모두모두 안녕! 빛나와 루비의 이별(3つの願いにドッキ☆ドキ!)

#### 시즌 3 <쥬얼 펫 선샤인> (2011년 ~ 2012년)
1. 돌고래 선생님이 왔어요!(イルカ先生がやって来たイェイッ!)/러브레터를 찾아라!(ラブレターみっけイェイッ!)
2. 라브라와 안젤라!(ラブラとエンジェラがイェイッ!)/아정이와 페리도트!(ひなたとペリドットもイェイッ!)
3. 가넷...파이팅!(ガーネットがんばるイェイッ!)/나를 쫓는 그림자!(誰かが私を…イェイッ!)
4. 사피의 비밀!(サフィーのひみつイェイッ!)
5. 돌고래 그랑프리 대회!(イルカグランプリでイェイッ!)/바이바이, 매실반...!(さよなら梅組イェイッ!)
6. 루비의 쿠키 만들기(ルビーのクッキー作りイェイッ!)/랄드의 비밀!(禁断のラルドさんイェイッ!)
7. 땡스쥬얼데이!(サンクスジュエルデーにイェイッ!)
8. 채롯의 사랑 이야기!(チャロットの恋物語イェイッ!)/재스퍼의 진실!(カレーなるジャスパーイェイッ!)
9. 재미있는 인간세계!(人間界でイェイッ!)
10. 스트로베리 카페의 위기!(ストロベリーカフェでイェイッ!)/특종을 노려라!(スクープを狙え!イェイッ!)
11. 쥬얼리아 여왕님, 고마워요!(ようこそジュエリーナ様イェイッ!)/반장 고릴라와 부반장 오팔!(委員長とオパールでイェイッ!)
12. 진흙의 추억!(どろだらけでイェイッ!)/공포의 흑마법!(恐怖の黒い魔法でイェイッ!)
13. 선생님의 진로상담!(進路相談でイェイッ!)
14. 두근두근 불꽃놀이!(ドキドキ花火でイェイッ!)/안젤라의 무서운 재채기!(パカーパカーパカーイェイッ!)
15. 진짜 사나이, 티타나!(チターナの男道イェイッ!)/공포의 담력훈련!(きもだめしでイェイッ!)
16. 루비와 사피의 꿈!(ルビーとサフィーでイェイッ!)/괴도 루비의 등장!(怪盗ルビーでイェイッ!)
17. 무인도에서 살아남기!(無人島でサバイバル?イェイッ!)
18. 신기한 용궁의 나라!(リューグーランドでイェイッ!)
19. 해적의 비밀스러운 보물!(海賊の秘宝でイェイッ!)
20. 여름과 사랑, 그리고 모험(夏と恋と冒険とイェイッ!)
21. 페리도트의 트리플 악셀!(トリプルアクセルでイェイッ!)/공포의 방학숙제!(宿題ピンチでイェイッ!)
22. 지후와 마스터!(晶子とマスターがイェイッ!)/재민이와 가넷!(ガーネットと真砂がイェイッ!)
23. 엄청난 쥬얼포트?!(すンごいアレでイェイッ!)/둘만의 비밀스러운 시간!(ナイショの二人っきりイェイッ!)
24. 루비, 내가 왔어!(オ・レ!トールイェイッ!)/염소의 활약?!(八木沼くんとイェイッ!)
25. 인기 아이돌 스타 디안!(雨にうたえばイェイッ!)
26. 사랑은 언제나 스트레스!(恋のストレス大爆発イェイッ!)/첫 번째 미팅!(合コンデビューでイェイッ!)
27. 즐거운 체육대회!(体育祭だよ!イェイッ!)
28. 두근두근 커플 데이트!(ダブルデートでイェイッ!)/우리들의 수다!(ガールズトークでイェイッ!)
29. 추억의 계란말이!(玉子焼きは不良の味イェイッ!)/루비와 공주의 체인지! (전편)(ルビーが花音でイェイッ!(前編))
30. 돌고래 선생님의 수조!(ほらあなたの後ろにイェイッ!)/루비와 공주의 체인지!(후편)(ルビーが花音でイェイッ!(後編))
31. 환상의 쥬얼빵!(幻のジュエルパンでイェイッ!)/장미의 괴도 미스터 M(전편)(薔薇のM-kageイェイッ!(前編))
32. 매실반 베이비!(梅組ベイビーイェイッ!)/장미의 괴도 미스터 M!(후편)(薔薇のM-kageイェイッ!(後編))
33. 달려라! 쥬얼 슈즈!(爆走!ジュエルシューズでイェイッ!)/즐거운 플로라의 목장!(フローラの牧場でイェイッ!)
34. 우리의 뮤지컬!(ミュージカルだよ!イェイッ!)
35. 토루의 비밀!(トールのひみつイェイッ!)/BYE BYE, 나공주!(전편)(さよなら花音イェイッ!(前編))
36. 이상한 쥬얼랜드!(ジュゲムペットでウヒョイッ!)/BYE BYE, 나공주!(후편)(さよなら花音イェイッ!(後編))
37. 가는 해와 오는 해!(ゆく年くる年イェイッ!)
38. 귀여운 스위트 펫!(スウィーツペットでイェイッ!)/이브의 기도!(聖夜の祈りイェイッ!)
39. 황야의 두 친구!(荒野の二人イェイッ!)
40. 모두 모두 꽁꽁꽁!(みんな凍っちゃってイェイッ!)
41. 라브라의 시련!(ラブラの試練イェイッ!)/만우의 비밀!(ひみつの御影くんイェイッ!)
42. 바람의 안젤라!(風のエンジェライェイッ!)
43. 아정이의 꿈(ひなたの夢がイェイッ!)
44. 새로운 스타 탄생!(スタア誕生でイェイッ!)
45. 밸런타인 데이!(バレンタインだよ!イェイッ!)
46. 금지된 사랑!(禁断の恋でイェイッ!)
47. 사피의 소원!(星に願いを...イェイッ!)
48. 졸업앨범 만들기!(アルバム作りでイェイッ!)
49. 쥬얼랜드의 위기!(ダージョ様とおよび!イェイッ!)
50. 다크 쥬얼리아 VS 루비와 친구들(ダークジュエル大戦でイェイッ!)
51. 루비의 반지!(ルビーの指輪イェイッ!)
52. 우리들의 졸업식!(卒業式だよ!イェイッ!)

#### 시즌 4 <쥬얼 펫 스파클링☆데코> (2012년 ~ 2013년)
1. 미러볼을 갖고 싶어요!(ミラーボールがほしいデコ〜!)
2. 우리는 데코 프렌드!(デコフレンドデコ〜!)
3. 다크 엔젤 콜의 등장!(ダークエンジェル コール様デコ〜!)
4. 미아가 된 안젤라!(迷子のエンジェラデコ〜!)
5. 블루를 건 승부!(ブルーを賭けて勝負デコ〜!)
6. 나는 슬로라이프 옐로!(スローライフ イエローデコ〜!)
7. 수수께끼의 괴물을 찾아라!(謎のモンスターデコ〜!)
8. 정열의 모험가 페리도트!(冒険野郎ペリドットデコ〜!)
9. 또 하나의 옐로 삐요삐요!(楽しさ2倍!?デコ〜!)
10. 최고의 악당 콜!(逆襲のコールデコ〜!)
11. 핑크의 옷을 구해라!(ピンクの服がないデコ〜!)
12. 멋진 보안관 재스퍼!(保安官ジャスパーデコ〜!)
13. 사라진 데코스톤을 찾아라!(盗まれた!?デコストーンデコ〜!)
14. 하나가 된 루비와 오팔!(ルビーとオパールがぴったんこデコ〜!)
15. 무인도에서 찾은 우리의 우정!(無人島ではうはうデコ〜!)
16. 사랑에 빠진 핑크!(トキメキセンパイデコ〜!)
17. 이오의 흔들리는 마음!(コル美先生大好きデコ〜!)
18. 스위트펫 말랑이의 등장!(スウィーツペット・さくらんちゃんデコ〜!)
19. 맛있는 스위트펫 친구들!(スウィーツペット大集合デコ〜!)
20. 완벽한 집사 블루나이트 블루!(お嬢様とお呼びデコ〜!)
21. 친구와 화해하는 방법!(ごめんなさいが言えなくてデコ〜!)
22. 루비와 레드! 우리는 뜨거운 파트너!(嵐を呼ぶデコデコ〜!)
23. 그린의 여자친구 채롯!(モテモテ下克上デコ〜!)
24. 우리는 무도회의 불청객!(舞踏会につれてってデコ〜!)
25. 루비, 꽁치를 지켜라!(サンマ村でギンギラギンデコ〜!)
26. 외계인 찾기 대모험!(ハイキングで大発見デコ〜!)
27. 우주로 간 쥬얼펫 친구들!(ジャイアント宇宙大戦デコ〜!)
28. 대나무 공주 루나 아가씨!(かぐやのルナ姫デコ〜!)
29. 그리고 아무도 없었다!(そして誰もいなくなったデコ〜!)
30. 꽃미남 파라다이스 마을!(イケメン・パラダイス村デコ〜!)
31. 강한 다람쥐! 그 이름은 티타나!(必殺でちゅ!トルネード旋風脚デコ〜!)
32. 운명의 보석을 가진 안나!(運命のジュエルデコ〜!)
33. 어둠의 사대천왕 카이젤!(俺に惚れちゃいけないぜデコ〜!)
34. 핑크의 이상형 찾기 대작전!(恋のカラフル・トーナメントデコ〜!)
35. 레드와 안젤라! 우린 정열의 파트너!(エンジェラとジュエルしようぜデコ〜!)
36. 그린 최고의 라이벌 레드를 이겨라!(伝説のアスレチックデコ〜!)
37. 우리는 천재 닌자 삼총사!(忍者が城で目立ちたいデコ〜!)
38. 즐거운 메리메리 데코마스!(ベリーメリーデコリマスデコ〜!)
39. 라브라! 안젤라의 무죄를 밝혀라!(ラブラ警察24時デコ〜!)
40. 동화 속 주인공이 된 루비!(デコましておめデコデコ〜!)
41. 해결사 네프라이트의 등장!(始末屋ネフライトデコ〜!)
42. 톤즈라다무스의 알쏭달쏭 대예언?!(トンズラダムスの大予言デコ〜!)
43. 레드와 그린의 고향, 우리의 학동!(ツル舞う群馬カルタデコ〜!)
44. 사대천왕 최강의 콤비! 토루와 호박!(愛の決斗アミーゴデコ〜!)
45. 콜미 선생님과의 슬픈 이별!(さよならコル美先生デコ〜!)
46. 어둠의 집사! 다크나이트 블루!(ダークナイト・ブルーデコ〜!)
47. 어둠의 퀘스트! 진짜 우정을 찾아라!(本当の友情はここにある!?デコ〜!)
48. 어둠의 레드! 그의 유일한 약점!(四露死苦!最強の友デコ〜!)
49. 공포의 대머리 가발! 다이아나를 웃겨라!(スベルペット ズラデコ〜!)
50. 핑크의 꿈! 화려한 여고생의 일상!(ぴんくはきらデコ女子高生!?デコ〜!)
51. 스파클링 파이브! 어둠의 장군을 막아라!(決戦!さいたまウルトラアリーナデコ〜!)
52. 모두 모두 힘을 모아 스파클링데코!(みんなきら☆デコッ!デコ〜!)

## 같이 보기
- 오쟈루마루
- 부탁해! 마이멜로디
- 숲의 요정 페어리루